# Antares (foguete francês)
O Antares, ou Antarès (palavra francesa para antares), foi um foguete de sondagem, desenvolvido pela
França, no final dos anos 50, com o objetivo de estudar a reentrada de cargas úteis com finalidade bélica. Este modelo, devia permitir o estudo do aquecimento 
cinético de objetos voando à velocidades de até Mach 7. Tinha 12,2 m de altura e pesava 1.785 kg. Era composto de 4 estágios, sendo que os três primeiros eram 
usados na subida (até os 150 km aproximadamente), e o quarto para acelerar ainda mais a carga útil já na descida. Quando os quatro estágios eram usados na subida, 
esse modelo podia elevar uma carga útil de 35 kg a 280 km de altitude. Treze lançamentos desse modelo ocorreram entre 2 de maio de 1959 e 13 de maio de 
1961.